# فالديمار باولاك
فالديمار باولاك (بالبولندية: Waldemar Pawlak )‏ (و. 1959  م) هو سياسي، ومدرس، وفلاح بولندي.

## مناصب
تولى منصب رئيس مجلس وزراء بولندا (26 أكتوبر 1993–7 مارس 1995)، ورئيس مجلس وزراء بولندا (5 يونيو 1992–10 يوليو 1992)، وعضو سيم ‏.

## التعليم
تعلم في جامعة وارسو للتكنولوجيا.

## جوائز
حصل على جوائز منها:
- نيشان القديس كارلوس من رتبة قائد (2011)
- نيشان الاستحقاق الملكي النرويجي من رتبة صليب أعظم (2011)
- نيشان الاستحقاق البرتغالي من رتبة صليب أعظم  [لغات أخرى]‏ (2007)
- وسام الإبتسامة
- نيشان الاستحقاق الليتواني.

## روابط خارجية
- فالديمار باولاك على موقع مونزينجر (الألمانية)